# Haruka Suenaga
Haruka Suenaga (末永 遥 Suenaga Haruka?) (Kanagawa, Japón; 22 de julio de 1986) es una actriz japonesa. A temprana edad, comenzó a hacer apariciones en televisión en Oha Suta y fue parte de Oha-Girls. Ha hecho algunos comerciales para Glico. Una de sus actuaciones más notables fue Sakura Nishihori, la Bouken Pink en la serie GōGō Sentai Bōkenger, emitido desde el 19 de febrero de 2006 al 11 de febrero de 2007, de la franquicia Super Sentai.

## Biografía
Ingresó al mundo del entretenimiento a la edad de 5 años. Después de trabajar como modelo de revista y actor infantil en comerciales, hizo su debut como actriz en la novela televisiva en serie "Karin" en 1994.
En 1996, apareció en un comercial de Pavlon S Gold de Taisho Pharmaceutical. Después de eso, trabajó como gravure ídol juvenil como modelo de moda (Pichimo) para Oha Suta (Oha Girl) y una revista de moda para chicas Pichi Lemon (Gakken).
En 2001, apareció en "Hyoten 2001" de TV Asahi como Yoko, y desde entonces ha estado activa principalmente en el negocio de la actuación. En el 2006, apareció en la serie Super Sentai número 30 "GōGō Sentai Bōkenger" en el rol de Sakura Nishibori/Bōken Pink.
En el 2007 interpretó a Midori Iwamoto, quien interpretó el papel de bullying en el drama "Life-The Story of a Girl Fighting a Fierce Bullying". La línea "Because it's your seat" en la película se convirtió en un meme de Internet. Haruka dijo: "Estaba enojado con las personas que se convirtieron en fanáticos de Bōkenger debido a la gran respuesta. Sin embargo, no quería arrastrar a Bowkenger en el buen sentido, y me alegro de poder hacerlo tanto". Estoy pensando positivamente ".
En el 2012, se trasladó de Hercules a Village Entertainment Division.
El 22 de febrero de 2014 se casó con Hiroshi Izumi, medallista de plata en los Juegos Olímpicos de Atenas, con quien había estado saliendo durante algún tiempo. El 11 de septiembre de 2017 hizo conocer su primer embarazo infantil y el 3 de diciembre del mismo año dio a luz a un niño.

## Filmografía

### Películas
- REX Kyouryuu monogatari (1993)
- Nihon-ichi Mijikai "Haha" e no tegami (1995)
- KOKKURI (1997)
- Battle Royale II: Requiem (2003)
- GōGō Sentai Bōkenger The Movie: The greatest Precious (5 de agosto de 2006)
- GōGō Sentai Bōkenger vs. Super Sentai (31 de marzo de 2007)
- LIFE (2007)
- Juken Sentai Gekiranger vs. Boukenger (2008)
- Shibatora (2008): Rika Machida